# Hram Dakshineswar Kali
Hram Dakshineswar Kali (Dakshineswar Kalibari) hinduistički je hram u Dakshineswaru, Kolkata, Zapadni Bengal, Indija. Hram je posvećen velikoj božici Kali, koja je viđena kao Mahadevin oblik ili oblik Adi Parashakti. 
Kalin je hram 1855. dala izgraditi filantropica Rani Rashmoni, žena koja je štovala Kali. Hram sadrži 12 svetišta posvećenih Šivi.
Prema predaji, Rani je imala božansku viziju u snu — Kali se objavila rekavši:
„Nepotrebno je ići u Banaras. Postavi moj kip u lijepom hramu na obali rijeke Gangesa i uredi štovanje.”